# Reportaje en el infierno
Reportaje en el infierno és una pel·lícula en blanc i negre de l'Argentina dirigida per Román Viñoly Barreto sobre el seu propi guió escrit en col·laboració amb Abel Mateo i Raúl Valverde San Román, segons la novel·la d'Abel Mateo que es va estrenar el 17 de desembre de 1959 i que va tenir com a protagonistes a Osvaldo Miranda, Nélida Bilbao, Nathán Pinzón i Argentinita Vélez.

## Argument
L'argument gira entorn d'un periodista obsessiu que és internat en una clínica psiquiàtrica on tindran lloc diversos assassinats. Va ser l'última pel·lícula de Lumiton i l'últim film interpretat per María Esther Buschiazzo. L'autor de la novel·la va enviar un telegrama de protesta a la productora Lumiton expressant el seu disgust i estupor perquè en la pel·lícula s'havia suprimit un terç de la seva versió original, transformant-la en una desmesurada “cua”.

## Repartiment
- Osvaldo Miranda
- Nélida Bilbao
- Nathán Pinzón
- Argentinita Vélez
- José Cibrián
- Néstor Deval
- María Esther Buschiazzo
- Rafael Frontaura
- Alba Mujica
- Alejandro Maximino
- Carlos Rossi
- Lili Gacel
- Ariel Absalón